# Jinjer
Jinjer (/ˈdʒɪndʒər/) es una banda ucraniana de groove metal formada en el año 2009. Desde su formación han editado seis discos de estudio. La vocalista, Tatiana Shmaylyuk, es conocida por su técnica vocal. En menos de 10 años, la agrupación ha forjado su propio lugar en la escena del metal, participando en festivales importantes de metal alrededor del mundo, entre ellos el Wacken Open Air.

## Carrera

### Primeros años (2009 - 2012)
En sus primeros años la banda no contó con una formación estable. De ahí sólo permaneció el guitarrista Dmitriy Oksen, fundador de la banda, hasta el año 2015. En aquella época lanzaron su EP debut: O.I.M.A.C.T.T.A.
Probablemente el real punto de partida de la banda, según sus propias palabras, fue cuando Tatiana Shmaylyuk reemplazó al vocalista anterior. Si bien en un principio su intención fue ayudar a sus amigos solo por un tiempo, su participación se volvió permanente. Casi al mismo tiempo se unió a la banda el guitarrista Roman Ibramkhalilov.
En 2010 grabaron y publicaron en Internet los primeros dos singles con Tatiana como vocalista: Hypocrites and Critics y Objects In Mirror Are Closer Than They Appear, gracias a los cuales la banda ganó popularidad y sus primeros seguidores a nivel local. 
En verano de 2011 la banda consiguió la estabilidad necesaria para dedicarse por completo a la música. El bajista Eugene Abdiukhanov se unió en ese entonces y tomó las riendas de la gestión y promoción de ésta, con lo que Jinjer comenzó a ganar popularidad en la escena metalera underground de Ucrania. El año 2012 ganaron el MUZTORG challenge, una competición de bandas de todos los géneros organizada por una tienda de música internacional. Gracias a esto pudieron grabar un nuevo EP: Inhale. Do Not Breathe y lanzar su primer video oficial – Exposed as a liar.  La actividad de conciertos de la banda aumentó considerablemente gracias a esto. En el club BINGO club en noviembre de 2012 filmaron un nuevo video de la canción Scissors. A fines de ese mismo año el sello de origen griego The Leaders Records contactó a la banda para ofrecerle realizar oficialmente, como álbum, el disco Inhale. Do Not Breathe.

## Miembros

### Miembros actuales
- Tatiana Shmaylyuk — voz (2009–actualidad)
- Eugene Abdiukhanov — bajo (2011–actualidad)
- Roman Ibramkhalilov — guitarra (2010–actualidad)
- Vlad Ulasevich — batería (2016–actualidad)

### Miembros antiguos
- Maksym Fatullaiev – voz (2009)
- Vyacheslav Okhrimenko – batería (2009–2011)
- Oleksandr Koziychuk – batería (2011–2013)
- Yevhen Mantulin – batería (2013–2014)
- Dmitriy Oksen – guitarra rítmica (2009–2015)
- Dmitriy Kim – batería (2014–2016)

## Discografía

### Álbumes de estudio
- Inhale, Don't Breathe (2012) (The Leaders Records)
- Cloud Factory (2014) (autopublicación)
- King of Everything (2016) (Napalm Records)
- Cloud Factory (reedición) (2018) (Napalm Records)
- Macro (2019) (Napalm Records)
- Wallflowers (2021)
- Duél (2025) (Napalm Records)

### EP
- O.I.M.A.C.T.T.A. (2009) (autopublicación)
- Inhale, Don't Breathe (2012) (autopublicación)
- Micro (2019) (Napalm Records)

### Álbumes en vivo
- Alive in Melbourne (2020) (Napalm Records)
- Live in Los Angeles (2024) (Napalm Records)

### Sencillos
- «No Hoard of Value» (2013)
- «Words of Wisdom» (2016)
- «I Speak Astronomy» (2016)
- «Pisces (Live Session)» (2017)
- «A Plus or a Minus» (2018)
- «Bad Water» (2018)
- «Ape» (2018)
- «Dreadful Moments» (2018)
- «Judgement (& Punishment)» (2019)
- «On the Top» (2019)
- «Vortex» (2021)
- «Mediator» (2021)
- «Wallflower» (2021)
- «Hello Death (con Decapitated)» (2022)
- «Afraid To Die (con P.O.D)» (2023)
- «Call Me A Symbol (Live in Los Angeles)» (2024)
- «Pisces (Live in Los Angeles)» (2024)
- «Home Back (Live in Los Angeles)» (2024)
- «Someone's Daughter» (2024)
- «Rogue» (2024)
- «Kafka» (2024)
- «Green Serpent» (2024)
- «Duél» (2024)

## Premios y nominaciones

### The Best Ukrainian Metal Act Awards
| Año  | Trabajo nominado             | Categoría                    | Resultado |
| ---- | ---------------------------- | ---------------------------- | --------- |
| 2016 | Jinjer                       | Mejor banda                  | Ganadores |
| 2016 | "I Speak Astronomy" - Jinjer | Mejor video musical de metal | Ganadores |

### FemMetal Awards
| Año  | Trabajo nominado      | Categoría              | Resultado |
| ---- | --------------------- | ---------------------- | --------- |
| 2021 | Jinjer                | Mejor banda            | Nominados |
| 2021 | "Wallflower" - Jinjer | Mejor álbum            | Nominados |
| 2021 | "Mediator" - Jinjer   | Mejor video musical    | Nominados |
| 2021 | "Vortex" - Jinjer     | Mejor video musical    | Nominados |
| 2021 | "Vortex" - Jinjer     | Mejor canción del 2021 | Nominados |